# Hotel Room
Hotel Room è un film per la televisione del 1993 diretto da David Lynch e James Signorelli.
Si tratta di un film composto da tre episodi, tutti ambientati nella camera 603 di un hotel ma in periodi di tempo diversi. È stato scritto da due celebri scrittori: Barry Gifford (episodi 1 e 3) e Jay McInerney (episodio 2).

## Trama
(introduzione del film)

### Tricks
Tricks (Clienti) è il primo episodio, con una durata di 27 minuti. Diretto da David Lynch, è ambientato nel settembre del 1969.
Nella camera 603 giunge Moe, accompagnato da una prostituta di nome Darlene. Poco dopo arriva anche Lou, uno strano personaggio che a poco a poco sostituisce Moe, finendo anche a letto con Darlene. Dopo che Lou e Darlene hanno abbandonato la stanza, Moe viene svegliato dalla polizia, in cerca di Lou per l'omicidio di sua moglie. I documenti di Lou vengono trovati nella giacca di Moe, che viene arrestato.

### Getting Rid of Robert
Getting Rid of Robert (Sbarazzandosi di Robert) è il secondo episodio, con una durata di 25 minuti. Diretto da James Signorelli, è ambientato nel giugno del 1992.
Nella camera 603, Sasha attende l'arrivo dell'attore Robert, il suo amante. Prima di lui arrivano però due amiche di Sasha, Tina e Diane. Sasha chiede loro di attendere Robert insieme, perché ha intenzione di comunicargli la fine della loro relazione. Si scopre che anche Tina è stata la donna di Robert. Quando l'uomo arriva, Tina e Diane lasciano la stanza. Robert comunica a Sasha che vuole troncare il rapporto, e la insulta. Furiosa, lei lo colpisce al capo con un attizzatoio donatole da Tina. Quando Robert si risveglia ferito, Sasha lo abbraccia.

### Blackout
Blackout è il terzo episodio, con una durata di 47 minuti. Diretto da David Lynch, è ambientato nell'aprile del 1936.
Danny arriva nella camera 603, dove lo attende la sua giovane compagna Diane. Nella stanza manca la luce, a causa di un black out, quindi i due accendono delle candele. Diane inizia a raccontare storie surreali, mentre Danny ricorda il proprio passato. Nell'esatto momento in cui Danny bacia Diane, torna la luce nella stanza.

## Distribuzione
Il film è stato trasmesso in prima visione negli Stati Uniti l'8 gennaio 1993 dall'emittente HBO. L'edizione italiana è stata inizialmente pubblicata in VHS dalla Deltavideo e in seguito trasmessa per la prima volta il 9 maggio 1995 da Telemontecarlo, con il titolo Camera d'albergo.